# مینوی خرد
دادِسْتان مینویِ خِرَد یا به اختصار مینویِ خِرَد کتابی به زبان پارسی میانه است که صورت پهلوی و پازند آن و نیز ترجمه‌هایی به سنسکریت و فارسی کهن (هم نظم و هم نثر) باقی مانده است. این اثر به صورت مجموعهٔ پرسش‌هایی است که «دانا» نامی از مینوی خرد (روح عقل) می‌کند و پاسخ‌هایی که مینوی خرد به پرسش‌های وی می‌دهد. واژهٔ دادِستان که در نام کامل کتاب دیده می‌شود به معنی حکم، رأی یا فتوا است.
این اثر در ۶۳ فصل (یک دیباچه و ۶۲ پرسش و پاسخ) تدوین شده است. مینوی خرد به دلیل دربرداشتن نکات و اشاره‌های اساطیری اهمیت دارد. زمان نوشتن کتاب را به گمان در اواخر دوران ساسانی دانسته‌اند. درین کتاب همچنین به نبردهای ایرانیان با رومیان اشاره شده‌ است. تأثیر زبان پارسی نو چه از لحاظ دستوری و چه از لحاظ واژگانی در کتاب دیده نمی‌شود.
کتاب مینوی خرد را احمد تفضلی به فارسی نوین ترجمه کرده است و در سال ۱۳۵۴ چاپ شده است. تفضلی پیش از ترجمهٔ کتاب، برای آن واژه‌نامه‌ای در سال ۱۳۴۸ منتشر کرده است.

## بخشی از کتاب
ترجمهٔ بخشی از پرسش ۳۷ از مینوی خرد:
«پرسید دانا مینوی خرد را که مردمان به چند راه و بهانهٔ کرفه به بهشت بیش رسند؟
مینوی خرد پاسخ کرد که:
- نخست کرفه رادی
- و دیگر راستی
- و سدیگر سپاسداری
- و چهارم خورسندی
- پنجم نیکی کردن باید به نیکان و دوست بودن به هر کس …»[۲]